# Manhattan (ostrov)
Manhattan je ostrov o rozloze 59 km² ležící u východního pobřeží Spojených států, ve státě New York při ústí řeky Hudson do Atlantského oceánu. Stejnojmenná newyorská čtvrť Manhattan se rozkládá na něm a přilehlých menších ostrůvcích.

## Geografie
Ostrov je výrazně protáhlý ve směru JJZ–SSV, na délku měří 21 km a na šířku maximálně 3,7 km. Přestože se nachází v říčním ústí, zdaleka není plochý, v severní části stoupá přes 70 metrů nad moře a jeho břehy jsou místy poměrně strmé. 
Ze západu ho obtéká estuár řeky Hudson, na jihovýchodě ho průliv East River odděluje od Long Islandu a na severovýchodě průliv Harlem River od pevniny (Bronx).
Manhattan je extrémně hustě zalidněný, na ploše necelých 59 km² žilo roku 2020 téměř 1,7 milionu obyvatel, což ho činí 43. nejlidnatějším ostrovem na světě a 3. v rámci USA (po Long Islandu a Portoriku).

## Historie
Název Manhattan patří k toponymům domorodého amerického původu, pochází z lenapského jazyka Mansí (Munsee) a znamenal „místo, kde získáváme luky“, patrně podle zdejších porostů ořechovce poskytujícího vhodné dřevo na výrobu luků.
Jako první Evropané na něj vstoupili 12. září 1609 námořníci výpravy anglického mořeplavce a objevitele v nizozemských službách Henryho Hudsona, jehož objevy v oblasti řeky, která dnes nese jeho jméno, položily základ nizozemské kolonii Nové Nizozemí. Ten se na ostrově setkal s velice přátelskými indiány kmene Algonkinů, kteří poskytli později neocenitelnou pomoc prvním nizozemským osadníkům.
Nizozemská Západoindická společnost, ustavená roku 1621, vyslala na ostrov Manhattan v roce 1625 skupinu osadníků, aby tam založila kolonii. Tato osada, kterou Nizozemci nazvali Nový Amsterdam, velmi prosperovala a už první rok se jí podařilo splatit společnosti investice dodávkou kožešin a roku 1626 Peter Minnewitt získal od domorodých indiánů výměnou za zboží v hodnotě cca 60 guldenů celý ostrov Manna-hatta.
Po válce s Velkou Británií ostrov stejně jako celá kolonie Nové Nizozemí (včetně Nového Amsterdamu přejmenovaného na New York) připadla Britům, výměnou za budoucí jihoamerickou kolonii Nizozemská Guyana (dnešní Guyana a Surinam).
Od roku 1973 zdobily Manhattan (přesněji jeho dolní část – Lower Manhattan) dva obrovské čtvercové hranoly, mrakodrapy tyčící se do výše 415 a 417 metrů – tzv. dvojčata. Po celou dobu své existence byly nepřehlédnutelnou dominantou nejen Manhattanu, ale celého New Yorku (svými rozměry i významem). Po teroristických útocích z 11. září 2001 tyto mrakodrapy nahradila budova One World Trade Center, která zcela pozměnila panorama Manhattanu a tvoří novou symboliku New Yorku.